# Bitwa pod Werkami
Bitwa pod Werkami – bitwa pomiędzy wojskami I Rzeczypospolitej a Carstwem Rosyjskim, która miała miejsce 21 października 1658 r. Wojska moskiewskie Jurija Dołgorukowa pokonały wówczas oddziały Wincentego Gosiewskiego, biorąc hetmana polnego do niewoli.

## Przed bitwą
Po zwycięstwie stolnika wileńskiego Kazimierza Chwaliboga Żeromskiego nad Rosjanami pod Kownem 9 września hetman polny Wincenty Gosiewski wysłał część swojej dywizji (w tym całą piechotę) pod dowództwem Samuela Komorowskiego do Kurlandii, aby kontynuowała walkę ze Szwedami, a sam udał się w kierunku Wilna, dysponując jedynie jazdą, sądząc, że będą kontynuowane negocjacje, które rozpoczęły się w Wilnie. Dysponował m.in. swoimi dwiema chorągwiami husarskimi, pancernymi chorągwiami hetmana Bogusława Radziwiłła oraz regimentem rajtarii pod oberszterlejtnantem Szulbinem. Rosjanie po podpisaniu rozejmu ze Szwecją zamierzali jednak nadal prowadzić działania przeciwko Rzeczypospolitej, maskując swoje prawdziwe zamiary negocjacjami.

## Bitwa
Dołgoruki widząc, jak niewiele wojsk ma Gosiewski szybko przekroczył rzekę Wilię i uderzył znienacka na wojska hetmana Gosiewskiego. W rozbiciu wojsk litewskich decydującą rolę odegrała piechota moskiewska, podczas gdy Gosiewski własna piechotą już nie dysponował.

Nasi w tej potrzebie stawali dobrze, niemal każda chorągiew po trzykroć się potykała i [gdy]by z rowów nie raziła piechota, z pola spędziliby, tandem [jednak] nie mogąc strzymać, w rozsypkę poszli.

## Konsekwencje
Z naszej kompanij [zgrupowania] ze sto niemal z pod różnych chorągwi wzięto, a drugie tyle pewnie onej młodzi legło na placu i w ucieczce .

Zdaniem Tadeusza Wasilewskiego przegrana pod Werkami była „jedną z najtragiczniejszych w skutkach dla Litwy”. Z liczącej 1200-1500 ludzi dywizji Gosiewskiego zginęło co prawda tylko 100 żołnierzy, a drugie 100 dostało się do niewoli, ale wzięcie do niewoli hetmana i wyższych oficerów takich jak pułkownik Stefan Niewiarowski, oberszter Mikołaj Szkultyn (von Schulte von Islitz), Jan Aleksander Ihnatowicz-Łubiański (porucznik chorągwi pancernej Gosiewskiego), Aleksander Mierzeński (porucznik chorągwi pancernej Bogusława Radziwiłła) i wielu innych poważnie osłabiło wojska.
Ciężkie straty, w tym pojmanie hetmana polnego Gosiewskiego, wywołały przygnębienie i obarczenie winą hetmana wielkiego litewskiego Pawła Sapiehę, który nie wsparł Gosiewskiego. Zwiększył się jeszcze bardziej konflikt pomiędzy dywizją prawego skrzydła pod hetmanem wielkim Sapiehą i dywizją lewego skrzydła (którą po Gosiewskim dowodził Samuel Komorowski, a po nim Michał Pac), co miało negatywne konsekwencje w dalszych działaniach bojowych.